# 同志彎貝介
同志彎貝介（学名：Loxoconcha tungchihi）为彎貝介科彎貝介屬下的一个种。